# Spirostreptida
Ordre
Les Spirostreptida sont un ordre de diplopodes, au corps long et cylindrique. Cet ordre compte environ 1 000 espèces décrites, faisant de Spirostreptida le troisième ordre le plus important chez les mille-pattes après Polydesmida et Chordeumatida.

## Description
Les Spirostreptida sont généralement gros et longs, avec entre 30 et 90 anneaux. La plupart des Spirostreptida a des yeux. Cet ordre comporte le plus long mille-pattes connu, l'Iule géant africain, du genre Archispirostreptus, qui peut dépasser les 30 cm.

## Répartition
Les Spirostreptida comptent principalement des espèces tropicales, en Afrique, en Asie septentrionale et au Japon, en Australie, et dans les Amériques, des États-Unis à l'Argentine.

## Histoire évolutive
Comme pour la plupart des groupes de myriapodes, on ne dispose que de traces fossiles fragmentaires. La plus ancienne trace du groupe correspond à Electrocambalidae, une famille éteinte appartenant au sous-ordre des Cambalidea, découverte dans l'ambre de Birmanie, remontant au Cénomanien, c'est-à-dire le premier étage stratigraphique du Crétacé supérieur, il y a environ 99 millions d'années. Les seuls autres fossiles du groupe sont des Protosilvestria trouvés en France et remontant à l'Oligocène, appartenant soit aux Cambalidae soit aux Cambalopsidae, et une espèce non décrite de Epinannolene (Pseudonannolenidae), trouvée dans de l'ambre dominicain du Miocène.

## Liste des sous-ordres et familles

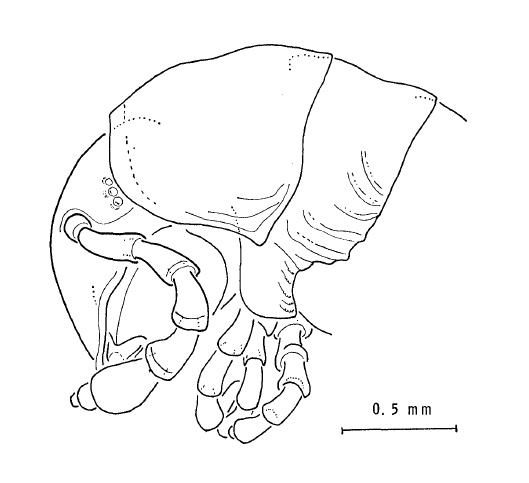
Cambala minor (Cambalidae), un mille-pattes cavernicole de l'Amérique du Nord orientale.

L'ordre comprend deux sous-ordres, les Cambalidea et les Spirostreptidea, ce dernier étant subdivisé en deux super-familles.
- Sous-ordre des Cambalidea :
  - famille des Cambalidae
  - famille des Cambalopsidae (regroupant les deux anciennes familles des Glyphiulidae et des Pericambalidae)[1]
  - famille des Choctellidae
  - famille des Iulomorphidae
  - famille des Pseudonannolenidae
  - famille des †Electrocambalidae
- Sous-ordre Spirostreptidea
  - Super-famille des Odontopygoidea
    - famille des Atopogestidae
    - famille des Odontopygidae

  - Super-famille des Spirostreptoidea
    - famille des Adiaphorostreptidae
    - famille des Harpagophoridae
    - famille des Spirostreptidae

## Quelques espèces
- Phyllogonostreptus nigrolabiatus, une espèce de grande taille, venant d'Inde.
- Spinotarsus caboverdus, une espèce devenue nuisible pour l'agriculture au Cap-Vert.

## Classification
L'ordre des Spirostreptida est créé en 1833 par Johann Friedrich von Brandt,.

### Publication originale
- [1833] (la) Johann Friedrich von Brandt, « Tentaminum quorundam monographicorum Insecta Myriapoda Chilognathi Latreillii spectantium prodromus », Bulletin De La Societé Impériale Des Naturalistes De Moscou, Moscou, vol. 6,‎ 1833, p. 194–209 (lire en ligne).